# Victor Shumyatsky
Victor Shumyatsky (Brasília, 27 de agosto de 1996) é um enxadrista brasileiro. Detém o título de Mestre Internacional (MI) desde 2017, e já conquistou os títulos de campeão brasileiro, sul-americano e pan-americano.

## Biografia
Infância e início de carreira
Em 1995, o jovem casal de judeus Pavel (russo) e Larissa (ucraniana) Shumyatsky chegou ao Brasil vindo da Rússia, quando Pavel, doutor em matemática pela Universidade dos Urais com pós-doutorados pelo Instituto de Tecnologia de Israel e pela Universidade da Cidade de Nova Iorque, foi convidado para o Departamento de Matemática da Universidade de Brasilia (UnB). 
Victor Shumyatsky nasceu um ano depois da chegada dos pais e aprendeu os rudimentos do jogo aos cinco anos com a avó. Aos dez anos, ingressou como primeiro colocado entre dois mil candidatos no concurso de admissão ao Colégio Militar de Brasília, e logo iniciou suas participações em campeonatos e torneios representando o Distrito Federal dentro de sua faixa de idade em níveis nacional e internacional. 
Campeonatos disputados
Suas principais vitórias foram dois campeonatos da categoria sub-12: o Sul-americano de 2007 e o Pan-americano de 2008, realizados na Argentina. Em 2008, Shumyatsky estabeleceu um recorde ao vencer o Campeonato de Brasília com apenas doze anos. Em 2009 venceu novamente, desta vez com o desempenho de 11 vitórias, 2 empates e nenhuma derrota. Repetiu o feito em 2010, sagrando-se tricampeão.
Em 2010, na semifinal do Campeonato Brasileiro, ficou em terceira colocação, à frente de vários enxadristas brasileiros renomados, tendo conseguido inclusive vencer a partida contra o GM Rafael Leitão, Heptacampeão brasileiro.